# 陈金钰
陈金钰（1914年—2008年4月4日），中国人民解放军将领、中国人民解放军开国少将。
任石家庄步兵学校校长。1962年，担任山西省军区司令员，后任北京军区司令部副参谋长。1955年，授予中国人民解放军少将。获二级八一勋章、二级独立自由勋章、一级解放勋章和一级红星功勋荣誉章。2008年逝世。